# Adigebylu, Koppa
Adigebylu là một làng thuộc tehsil Koppa, huyện Chikmagalur, bang Karnataka, Ấn Độ.